# Ray Sheppard
Pour les articles homonymes, voir Sheppard.
Raymond Garfield Sheppard (né le 27 mai 1966 à Pembroke dans la province d'Ontario au Canada) est un joueur professionnel canadien de hockey sur glace. Il évoluait au poste d'ailier droit.

## Biographie
Il est repêché par les Sabres de Buffalo au 60e rang lors du repêchage d'entrée dans la LNH 1984 alors qu'il évolue pour les Royals de Cornwall dans la LHO. Il continue son développement en jouant deux autres saisons avec le club junior ; à sa dernière saison avec l'équipe, en 1985-1986, il marque 81 buts et 142 points en 63 parties, bon pour le premier rang des pointeurs de la ligue, et remporte de nombreux honneurs à l'issue de la saison, dont le trophée Red-Tilson du meilleur joueur de la ligue.
Il commence sa carrière professionnelle la saison suivante avec les Americans de Rochester, équipe affiliée aux Sabres dans la LAH. Il joue sa première saison dans la LNH avec les Sabres en 1987-1988. Ses 38 buts et 65 points durant la saison lui permettent une présence sur l'équipe des recrues de la ligue.
Durant l'été 1990, il est échangé aux Rangers de New York contre un montant d'argent. Son passage avec les Rangers ne dure qu'une saison puisqu'il signe comme agent libre avec les Red Wings de Détroit en 1991. Il connaît sa meilleure saison en 1993-1994 avec une récolte de 93 points (52 buts et 41 assistances). Malgré ses succès avec les Red Wings, il est échangé en octobre 1995 aux Sharks de San José contre Igor Larionov. Durant la même saison, il change encore une fois d'équipe en étant échangé en mars 1996 aux Panthers de la Floride qui cèdent des choix de repêchage en retour. Il aide les Panthers à atteindre la finale de la Coupe Stanley lors des séries éliminatoires, mais se font balayer en quatre matchs face à l'Avalanche du Colorado.
Deux ans après avoir été échangé aux Panthers, ces derniers l'échangent aux Hurricanes de la Caroline contre Kirk McLean. Après avoir passé toute la saison 1998-1999 avec les Hurricanes où il marque 25 buts et 58 points, il retourne avec les Panthers via le marché des agents libres en novembre 1999. La saison suivante, il quitte la LNH et part en Suisse après avoir rejoint avec les SC Langnau Tigers. Il s'agit de sa dernière saison professionnelle avant de se retirer.
Il devient entraîneur en 2007 pour une équipe de hockey midget. En 2012-2013, il est derrière le banc d'une équipe professionnelle en étant entraîneur adjoint pour les Solar Bears d'Orlando dans l'ECHL.

## Statistiques
| Saison     | Équipe                    | Ligue      |     | Saison régulière | Saison régulière | Saison régulière | Saison régulière | Saison régulière |    | Séries éliminatoires | Séries éliminatoires | Séries éliminatoires | Séries éliminatoires | Séries éliminatoires |
| Saison     | Équipe                    | Ligue      | PJ  | B                | A                | Pts              | Pun              | PJ               | B  | A                    | Pts                  | Pun                  |                      |                      |
| 1983-1984  | Royals de Cornwall        | LHO        | 68  | 44               | 36               | 80               | 69               | 3                | 2  | 4                    | 6                    | 0                    |                      |                      |
| 1984-1985  | Royals de Cornwall        | LHO        | 49  | 25               | 33               | 58               | 51               | 9                | 2  | 12                   | 14                   | 4                    |                      |                      |
| 1985-1986  | Royals de Cornwall        | LHO        | 63  | 81               | 61               | 142              | 25               | 6                | 7  | 4                    | 11                   | 0                    |                      |                      |
| 1986-1987  | Americans de Rochester    | LAH        | 55  | 18               | 13               | 31               | 11               | 15               | 12 | 3                    | 15                   | 2                    |                      |                      |
| 1987-1988  | Sabres de Buffalo         | LNH        | 74  | 38               | 27               | 65               | 14               | 6                | 1  | 1                    | 2                    | 2                    |                      |                      |
| 1988-1989  | Sabres de Buffalo         | LNH        | 67  | 22               | 21               | 43               | 15               | 1                | 0  | 1                    | 1                    | 0                    |                      |                      |
| 1989-1990  | Sabres de Buffalo         | LNH        | 18  | 4                | 2                | 6                | 0                | -                | -  | -                    | -                    | -                    |                      |                      |
| 1989-1990  | Americans de Rochester    | LAH        | 5   | 3                | 5                | 8                | 2                | 17               | 8  | 7                    | 15                   | 9                    |                      |                      |
| 1990-1991  | Rangers de New York       | LNH        | 59  | 24               | 23               | 47               | 21               | -                | -  | -                    | -                    | -                    |                      |                      |
| 1991-1992  | Red Wings de Détroit      | LNH        | 74  | 36               | 26               | 62               | 2                | 11               | 6  | 2                    | 8                    | 4                    |                      |                      |
| 1992-1993  | Red Wings de Détroit      | LNH        | 70  | 32               | 34               | 66               | 29               | 7                | 2  | 3                    | 5                    | 0                    |                      |                      |
| 1993-1994  | Red Wings de Détroit      | LNH        | 82  | 52               | 41               | 93               | 26               | 7                | 2  | 1                    | 3                    | 4                    |                      |                      |
| 1994-1995  | Red Wings de Détroit      | LNH        | 43  | 30               | 10               | 40               | 17               | 17               | 4  | 3                    | 7                    | 5                    |                      |                      |
| 1995-1996  | Red Wings de Détroit      | LNH        | 5   | 2                | 2                | 4                | 2                | -                | -  | -                    | -                    | -                    |                      |                      |
| 1995-1996  | Sharks de San José        | LNH        | 51  | 27               | 19               | 46               | 10               | -                | -  | -                    | -                    | -                    |                      |                      |
| 1995-1996  | Panthers de la Floride    | LNH        | 14  | 8                | 2                | 10               | 4                | 21               | 8  | 8                    | 16                   | 0                    |                      |                      |
| 1996-1997  | Panthers de la Floride    | LNH        | 68  | 29               | 31               | 60               | 4                | 5                | 2  | 0                    | 2                    | 0                    |                      |                      |
| 1997-1998  | Panthers de la Floride    | LNH        | 61  | 14               | 17               | 31               | 21               | -                | -  | -                    | -                    | -                    |                      |                      |
| 1997-1998  | Hurricanes de la Caroline | LNH        | 10  | 4                | 2                | 6                | 2                | -                | -  | -                    | -                    | -                    |                      |                      |
| 1998-1999  | Hurricanes de la Caroline | LNH        | 74  | 25               | 33               | 58               | 16               | 6                | 5  | 1                    | 6                    | 2                    |                      |                      |
| 1999-2000  | Panthers de la Floride    | LNH        | 47  | 10               | 10               | 20               | 4                | -                | -  | -                    | -                    | -                    |                      |                      |
| 2000-2001  | SC Langnau Tigers         | LNA        | 13  | 13               | 4                | 17               | 0                | 4                | 3  | 3                    | 6                    | 2                    |                      |                      |
| Totaux LNH | Totaux LNH                | Totaux LNH | 817 | 357              | 300              | 657              | 212              | 81               | 30 | 20                   | 50                   | 17                   |                      |                      |

## Trophées et honneurs personnels
- 1985-1986 :
  - nommé dans la première équipe d'étoiles de la LHO.
  - remporte le trophée Red-Tilson du meilleur joueur de la LHO.
  - remporte le trophée Jim-Mahon de l'ailier droit ayant marqué le plus de buts dans la LHO.
  - remporte le trophée Eddie-Powers du meilleur pointeur de la LHO.
- 1986-1987 : champion de la Coupe Calder avec les Americans de Rochester.
- 1987-1988 : nommé dans l'équipe des recrues de la LNH.